# فلات آزاز
فلات آزاز (به لاتین: Azas Plateau) یک کوه در روسیه است.